# Tetrapulmonata
Los tetrapulmonados (Tetrapulmonata, "cuatro pulmones") forman un clado de arácnidos, que se compone de los órdenes Uropygi, Schizomida, Amblypygi y Araneae. Se le suele dar rango de rango de infraclase. Recibe su nombre por la presencia de dos pares de pulmones libro situados en el segundo y tercer segmentos del opistosoma, aunque el par posterior está ausente en Schizomida.
Otras sinapomorfías (caracteres derivados comunes) de Tetrapulmonata incluyen una faringe succionadora postcerebral grande (reducida en Thelyphonida); la presencia de un estrechamiento (cintura o pedicelo) entre prosoma (tronco) y opistosoma (abdomen); en el prosoma, un endosternito (lámina horizontal de tejido fino conectivo, similar al cartílago que actúa como esqueleto interno), compuesto de cuatro segmentos; una compleja articulación de las patas; y quelíceros en forma de navaja plegable, compuestos cada uno de dos artejos o segmentos, uno fijo o basal reducido y otro apical en forma de colmillo, que se articula con el basal.